# لايت وركس
لايت وركس هو نظام تحرير غير خطي (NLE) لتحرير الفيديو الرقمي وإتقانه. لقد كانت مطورًا مبكرًا لأنظمة التحرير غير الخطية المستندة إلى الكمبيوتر، وتم تطويرها منذ عام 1989 وفازت بجائزة EMMY لعام 2017 لريادتها في التحرير الرقمي غير الخطي.

## نبذة
لدى لايت وركس الملايين من المتبنين في جميع أنحاء العالم بسبب توفر البرنامج عبر ثلاثة منصات في ويندوز وماك ولينكس. تم الإعلان عن تطوير نسخة مفتوحة المصدر في 11 أبريل 2010. لم يتم إصدار أي كود مصدر للبرنامج حتى الآن. في يوليو 2020، أكد مدير منتج لايت وركس أنه «لا يزال يأمل في الإعلان عن شيء ما في المستقبل» بشأن أن يصبح البرنامج مفتوح المصدر.

## سمات
الإصدار المجاني يأتي بعدد محدود من الميزات:
- تأثيرات الوقت الحقيقي
- التحرير المتقدم متعدد الكاميرات
- إخراج الشاشة الثانية
- القدرة على استيراد مجموعة واسعة من أنواع الملفات
- تصدير إلى Vimeo (H.264 / MPEG-4) حتى 720p HD
- تصدير إلى YouTube (H.264 / MPEG-4) حتى 720p HD

## الاستخدم
| عنوان الفيلم      | عام  | مخرج              | محرر          |
| ----------------- | ---- | ----------------- | ------------- |
| خيال رخيص         | 1994 | كوينتين تارانتينو | سالي مينكي    |
| العلاج            | 1995 | بيتر هورتون       | أنتوني شيرين  |
| الكونغو           | 1995 | فرانك مارشال      | آن ف.كواتس    |
| روميو + جولييت    | 1996 | باز لورمان        | جيل بيلكوك    |
| إل ايه سري للغاية | 1997 | كيرتس هانسون      | بيتر هونيس    |
| مولان روج!        | 2001 | باز لورمان        | جيل بيلكوك    |
| بعد 28 يومًا       | 2002 | داني بويل         | كريس جيل      |
| بروس تعالى        | 2003 | توم شادياك        | سكوت هيل      |
| الطريق الثوري     | 2008 | سام مينديز        | طارق انور     |
| سنتوريون          | 2010 | نيل مارشال        | كريس جيل      |
| خطاب الملك        | 2010 | توم هوبر          | طارق انور     |
| ذئب وول ستريت     | 2013 | مارتن سكورسيزي    | ثيلما شونميكر |

التاريخ
تأسست أو ال أي المحدودة في عام 1989 من قبل باول بامبرو ونيك بولوك ونيل هاريس. في عام 1994 تم بيعها لشركة Tektronix ،  الذين لم ينجحوا في تطوير منتجات الشركة. في عام 1999 تم بيعها لشركة Lightworks التي تم تشكيلها حديثًا، ثم مملوكة لشركة Fairlight Japan ، ثم تم شراؤها بواسطة Gee Broadcast في مايو 2004.

### ملكية البث جي
تحت ملكية البث جي، تم استئناف إصدارات المنتجات الجديدة مع إصدار مجموعة Lightworks Touch ،  ] ونطاقات Alacrity  و Softworks  لتحرير SD و HD. عرضت Softworks واجهة مستخدم Lightworks ومجموعة أدوات في حزمة برامج فقط لأجهزة الكمبيوتر المحمولة أو محطات العمل المكتبية. دعمت Softworks و Alacrity التنسيقات والقرارات المختلطة في الوقت الفعلي وإخراج المشروع بدقة مختلفة دون إعادة تقديم. دعم Alacrity المخرجات المزدوجة بينما كانت نفس المنشأة متاحة لمستخدمي Softworks كخيار.

### ملكية ايديت شير
وفي أغسطس 2009، استحوذت شركة EditShare ومقرها المملكة المتحدة والولايات المتحدة على Gee Broadcast ومنصة تحرير لايت وركس، جنبًا إلى جنب مع نظام خادم الفيديو الخاص بهم GeeVS.
وفي المؤتمر السنوي للرابطة الوطنية للمذيعين، NAB Show ، في 11 أبريل 2010، أعلنت EditShare أنها تخطط لتحويل لايت وركس إلى Lightworks Open Source. تم تقديمه في IBC في أمستردام في سبتمبر 2010.
وفي 9 نوفمبر 2010، أعلنت EditShare أن لايت وركس سيكون قابلاً للتنزيل في 29 نوفمبر من نفس العام، في البداية حصريًا للمستخدمين الذين سجلوا أثناء الإعلان الأولي،  ولكن بعد ذلك نشر البرنامج باسم «بيتا عام».
وكما خططت EditShare لإصدار نسخة مفتوحة المصدر في الربع الرابع من عام 2011، بعد الانتهاء من مراجعة الكود. إنهم يخططون لكسب المال من المكونات الإضافية الخاصة المقدمة في متجرهم عبر الإنترنت، بما في ذلك المكونات الإضافية اللازمة للوصول إلى تنسيقات الفيديو الاحترافية. قبل وقت قصير من تاريخ الإصدار المقرر في 29 نوفمبر 2011، أعلنت شركة EditShare أن إصدار البرنامج مفتوح المصدر سيتأخر مؤقتًا، لكنه لم يعلن عن تاريخ إصدار جديد. وأشار الإعلان إلى أنهم غير راضين بعد عن استقرار الإصدار الجديد.

#### إصدار ويندوز
وبعد برنامج تجريبي مدته 18 شهرًا، أصدرت EditShare Lightworks 11 لنظام التشغيل Windows فقط في 28 مايو 2012. يتضمن الإصدار غير التجريبي من Lightworks مجموعة من الميزات الجديدة للمحررين، ويعمل على مجموعة واسعة من أجهزة الكمبيوتر. تمت إعادة تصميم البرنامج وإعادة كتابته من أجل قابلية النقل (تم أيضًا إصدار إصدارات لـ GNU / Linux و Mac OS X) ويدعم الآن العديد من برامج الترميز بما في ذلك AVCHD و H.264 و AVC-Intra و DNxHD و ProRes و Red R3D و DPX و XDCAM HD 50 و XDCAM EX و DVD و Blu-ray و 4K ، ولكن فقط للإصدار Pro المدفوع. يدعم الإصدار المجاني برامج الترميز DV و MPEG و Uncompressed وغيرها من برامج الترميز للاستيراد والتصدير.

#### إصدار ويندوز 11.1
وفي 29 مايو 2013، تم توفير الإصدار الثابت v11.1 للتنزيل. يتمثل أحد التطورات الرئيسية في إصدار برو في تحسين أداء برنامج الترميز H.264 / AVC في حاويات MP4 و MOV. هذا يجعل من الممكن تعديل هذا التنسيق محليًا، حتى مع وحدات المعالجة المركزية (CPU) الأقل قوة. يجب أن يثير هذا اهتمام مستخدمي كاميرا HDSLR و GoPro. أصبح التحرير الأصلي لملفات H.264 MTS ممكنًا منذ الإصدار 11.0.3.
واستبدل هذا الإصدار من لايت وركس أيضًا نظام HASP بنظام ترخيص EditShare الجديد (ELS)، والذي يلغي بعض مشكلات التثبيت. يمكن لمستخدمي Lightworks Free الآن تنزيل الإصدار 64 بت، والذي كان يقتصر سابقًا على مستخدمي Pro. يأتي الإصدار المجاني الآن أيضًا مع فترة تجريبية مدتها 30 يومًا.

#### إصدار لينيكس
وأظهر EditShare إصدار Linux في NAB في لاس فيغاس في أبريل 2012، ونشر مقطع فيديو له يعمل على Ubuntu على قناتهم على YouTube. في IBC في أمستردام في سبتمبر، تم تقديم عرض توضيحي محدث من Linux ، وأعلنت EditShare أن إصدار Linux الأولي الأولي سيكون متاحًا في 30 أكتوبر. تم إصدار لايت وركس 11 alpha for Linux في 30 أبريل 2012، ولكن لجمهور محدود فقط. تم توفير إصدار Linux من Lightworks كإصدار بيتا عام في 30 أبريل 2013.

#### إصدار ويندوز ولينيكس وماك 12
وفي 8 أغسطس 2014، تم إصدار أول إصدار تجريبي من Lightworks الإصدار 12 الذي يعمل على أنظمة التشغيل Windows و Linux و Mac.

#### إصدار ويندوز ولينيكس وماك 12.5
وفي 29 أغسطس 2015، تم إصدار Lightworks الإصدار 12.5 لنظام التشغيل Windows و Linux و Mac.

#### إصدار ويندوز ولينيكس وماك 12.6
وفي 4 فبراير 2016، تم إصدار Lightworks الإصدار 12.6 لنظام التشغيل Windows و Linux و Mac.

#### إصدار ويندوز ولينيكس وماك 14.5
وفي أكتوبر 2018، أصدرت لايت وركس الإصدار 14.5 لأنظمة التشغيل Windows و Linux و Mac. 14.5 أضاف مجموعة واسعة من الميزات الجديدة بما في ذلك دعم معدل الإطارات المتغير وكمية هائلة من دعم الترميز بما في ذلك برامج الترميز Red Cinema R3D و Cineform و Blackmagic Q1.[بحاجة لمصدر]

### ملكية LWKS Software Ltd ، منذ 2020
وفي سبتمبر 2020، استحوذت شركة جديدة، LWKS Software Ltd ، التي تأسست في أغسطس من نفس العام  قبل عضوين من فريق التطوير، على لايت وركس، بالإضافة إلى برنامج QScan AQC. كما تنص الاتفاقية أيضًا على انضمام عضو رئيسي في فرق التطوير لكلا البرنامجين إلى الشركة الجديدة.

## المستخدمون
وأكدت شركة لايت وركس أنه تم تنزيل أكثر من 4 ملايين عملية تنزيل وتسجيل. 

## روابط خارجية
- الموقع الرسمي
- دروس Lightworks
- دروس الفيديو لمستخدمي Lightworks نسخة محفوظة 14 أبريل 2021 على موقع واي باك مشين.